# Ait Aissi Ihahane
Ait Aissi Ihahane  (in arabo أيت عيسى اححان‎?) è un centro abitato e comune rurale del Marocco situato nella provincia di Essaouira, regione di Marrakech-Safi. Conta una popolazione di 4 143 abitanti (censimento 2014).